# جان ویک (شخصیت)
جاناتان ویک (به انگلیسی: Jonathan "John" Wick) یک قهرمان سری فیلم‌های جان ویک است که توسط کیانو ریوز به تصویر کشیده شده‌است. جان ویک یک قاتل قراردادی حرفه‌ای بازنشسته است تا اینکه گروهی از دزدان نوجوان به خانه‌اش حمله می‌کند، ماشین او را می‌دزدد و توله سگی را که همسر فقیدش هلن به او داده بود می‌کشند و همین امر باعث می‌شود او را در مسیر انتقام قرار دهد.

## سری فیلم‌های جان ویک
- جان ویک (۲۰۱۴)
- جان ویک: بخش ۲ (۲۰۱۷)
- جان ویک: بخش ۳ (۲۰۱۹)
- جان ویک: بخش ۴ (۲۰۲۳)
- بالرین  (۲۰۲۵)
- جان ویک: بخش ۵ (آینده)